# Henri Decoin

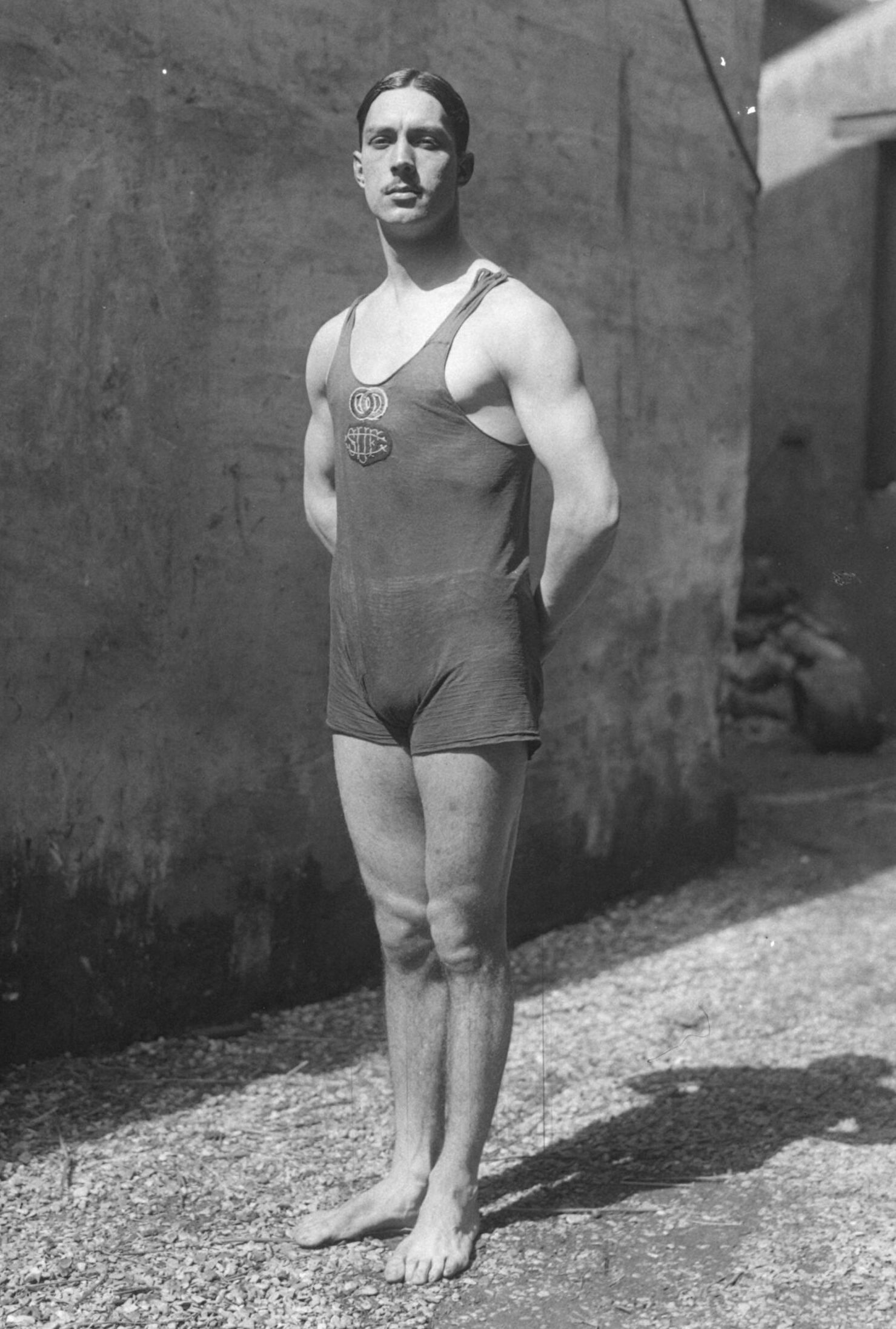
Henri Decoin, 1913

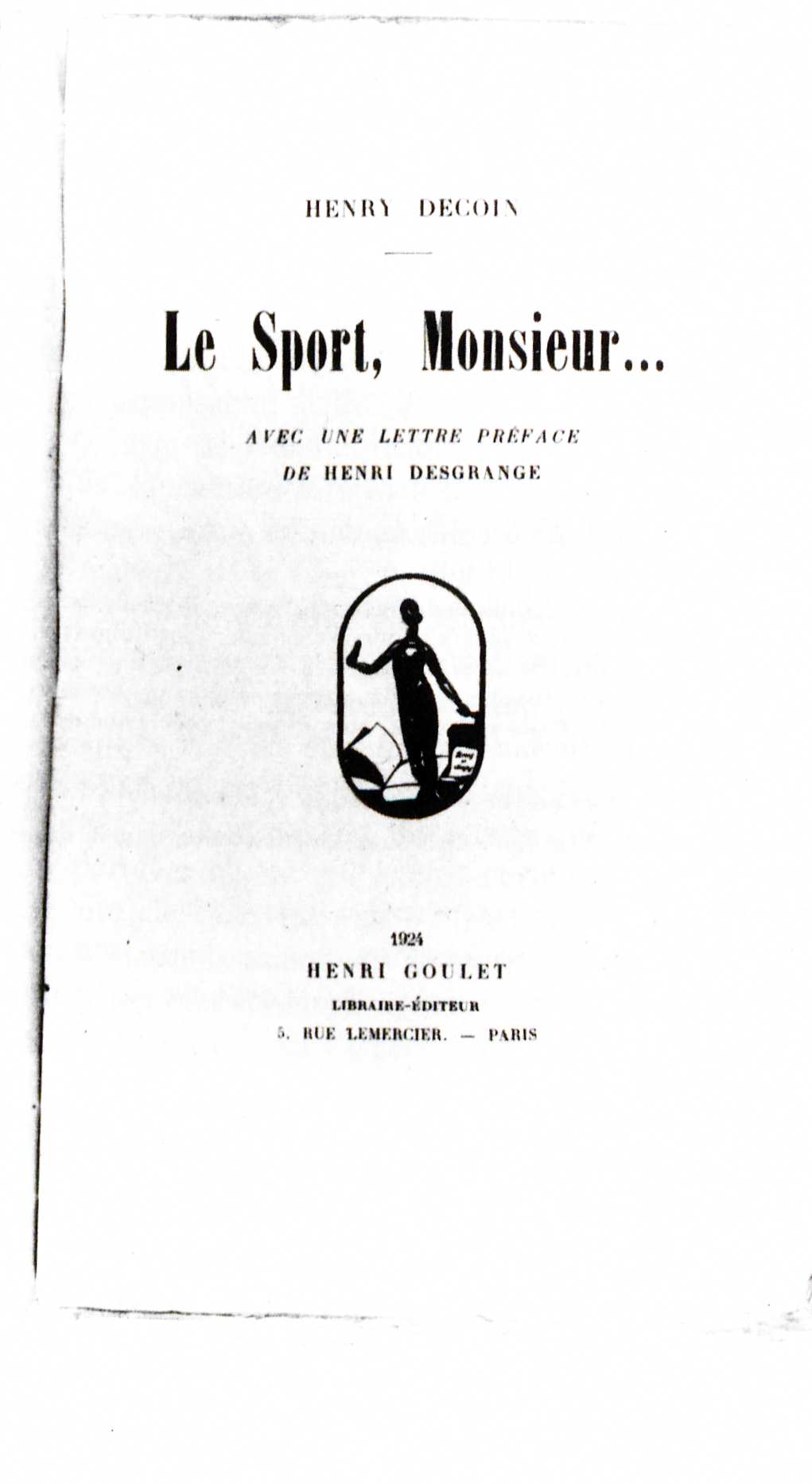
Le Sport, Monsieur (1924)

Joseph Henri Decoin (* 18. März 1890 in Paris; † 4. Juli 1969 in Neuilly-sur-Seine) war ein französischer Schwimmer, Wasserballspieler, Drehbuchautor und Filmregisseur.

## Leben
Henri Decoin nahm als junger Mann an den Olympischen Spielen 1908 in London teil. Über die 400 Meter Freistil blieb er allerdings ohne gewertete Zeit. Vier Jahre später gehörte er bei den Sommerspielen in Stockholm zur französischen Wasserballmannschaft, die Platz fünf im olympischen Turnier belegte. Bei der 2:7-Niederlage gegen Gastgeber Schweden erzielte er einen Treffer.
Beruflich war er zunächst Sportjournalist, verfasste Theaterstücke und Drehbücher und kam, zuerst als Schauspieler, 1925 zum Film. 1929 wurde er Regieassistent, u. a. bei Carmine Gallone und Victor Tourjansky. Sein Debüt als Regisseur erfolgte 1933. Decoin inszenierte etliche Filme mit seiner Ehefrau (bis 1941), der Schauspielerin Danielle Darrieux. Die in der Nachkriegszeit entstandenen Filme, zu denen Decoin häufig auch das Drehbuch verfasste, folgten bewährten Mustern des Unterhaltungskinos ohne weitergehende Ansprüche.
Sein Sohn Didier Decoin (* 1945) ist als Schriftsteller tätig.

## Filmografie
- 1931: À bas les hommes (Kurzfilm)
- 1933: Les requins du pétrole
- 1933: Les bleus du ciel
- 1934: Toboggan
- 1935: Le domino vert
- 1937: Darf ein Mann so dumm sein? (Mademoiselle ma mère)
- 1937: Vertrauensbruch (Abus de confiance)
- 1938: Retour à l'aube
- 1940: Diebe und Liebe (Battement de cœur)
- 1941: Ihr erstes Rendezvous (Premier Rendez-vous)
- 1942: Das unheimliche Haus (Les Inconnus dans la maison)
- 1942: Der Wohltäter (Le Bienfaiteur)
- 1943: L'homme de Londres
- 1943: Je suis avec toi
- 1946: Der Weg zur Hölle (La Fille du diable)
- 1947: Das Dopplelleben eines Arztes (Non coupable)
- 1947: Hafenliebchen (Les Amants du Pont-Saint-Jean)
- 1947: Café Cadran (Le café du cadran)
- 1948: Les amoureux sont seuls au monde
- 1949: Au grand balcon
- 1949: Zwischen 11 und Mitternacht (Entre onze heures et minuit)
- 1950: Drei Telegramme (Trois télégrammes)
- 1951: Clara de Montargis
- 1952: Wir brauchen einen Mann (Le désir et L'amour)
- 1952: Die Wahrheit über unsere Ehe (La Vérité sur Bébé Donge)
- 1953: Die Liebenden von Toledo (Les amants de Tolède)
- 1953: Dürfen Frauen so sein? (Secrets d'alcôve) – 1. Episode
- 1953: Im Schlafsaal der großen Mädchen (Dortoir des grandes)
- 1954: Les intrigantes
- 1954: Mord auf dem Dachgarten (Bonnes à tuer)
- 1955: Frauen, die dem Satan dienen (L'Affaire des poisons)
- 1955: Razzia in Paris (Razzia sur la Chnouf)
- 1956: Dem Satan ins Gesicht gespuckt (Le feu aux poudres)
- 1956: Paradies der Liebe (Folies Bergère)
- 1957: Der sechste Mann (Tous peuvent me tuer)
- 1957: Kavaliere (Charmants garçons)
- 1958: Die Katze (La chatte)
- 1959: Frau im Fegefeuer (Pourquoi viens-tu si tard?)
- 1959: Nathalie spielt Geheimagentin (Nathalie, agent secret)
- 1960: Die Katze zeigt die Krallen (La Chatte sort ses griffes)
- 1960: Die Französin und die Liebe (La Française et l'Amour) – 1. Episode
- 1960: Paris – Stadt der Versuchung (Le Pavé de Paris)
- 1960: Zärtliche, wilde Elisabeth (Tendre et violente Elisabeth)
- 1961: Das Haus der Sünde (Maléfices)
- 1962: Die eiserne Maske (Le Masque de fer)
- 1963: Bis unter die Haut (Les Parias de la gloire)
- 1963: Noches de Casablanca
- 1964: Nick Carter schlägt alles zusammen (Nick Carter va tout casser)